# Wüstenstein
Wüstenstein ist ein Gemeindeteil des Marktes Wiesenttal im Landkreis Forchheim (Oberfranken, Bayern).

## Lage
Das Pfarrdorf liegt im Aufseßtal zwischen Streitberg und Breitenlesau. Zur nächsten größeren Stadt Ebermannstadt sind es zehn Kilometer. Dort ist auch der nächstgelegene Bahnhof an der Bahnstrecke nach Forchheim. Bekannt ist Wüstenstein für seine kurvenreiche Ortsdurchfahrt der Staatsstraße 2186, in die im Dorf die Kreisstraße FO 40 mündet.

## Geschichte
Wüstenstein war zusammen mit den Dörfern Draisendorf und Gößmannsberg eine Gemeinde und wurde 1978 im Rahmen der Gebietsreform in Bayern in den Markt Wiesenttal eingemeindet.

## Sehenswürdigkeiten
Sehenswürdigkeiten sind der Glockenfelsen mit beleuchtetem Kreuz, die Martinskirche und das Brandensteinhaus als eines der wenigen Relikte der früheren Burg Wüstenstein derer von Aufseß. Die Burg wurde 1327 erstmals schriftlich erwähnt. 1430 wurde sie in den Hussitenkriegen zerstört und anschließend wieder aufgebaut, im Bauernkrieg 1525 erneut zerstört und nach 1525 wieder aufgebaut. Im 18. Jahrhundert wurde Schloss Wüstenstein an die Freiherren von Brandenstein veräußert, welche unter Verwendung eines älteren Kerns ein neues Schloss errichteten, das trotz Verfall im 19. Jahrhundert noch steht. Das Burggebäude ist in Privatbesitz und nur von außen zu besichtigen.

## Vereine
In Wüstenstein herrscht ein reges Vereinsleben. Neben dem örtlichen Feuerwehrverein sind viele Einwohner im Tennisclub Wüstenstein e. V., bei den Skifreunden Wüstenstein e. V., im Posaunen- und Kirchenchor oder in der Soldatenkameradschaft Wüstenstein aktiv. Die Dorfjugend erhält zur späten Kirchweih im November alte Bräuche wie den „Kerwasbaum“ oder den „Strohbären“ aufrecht.

## Baudenkmäler
In Wüstenstein befinden sich neun Baudenkmäler, darunter die evangelisch-lutherische Pfarrkirche und Schloss Wüstenstein.

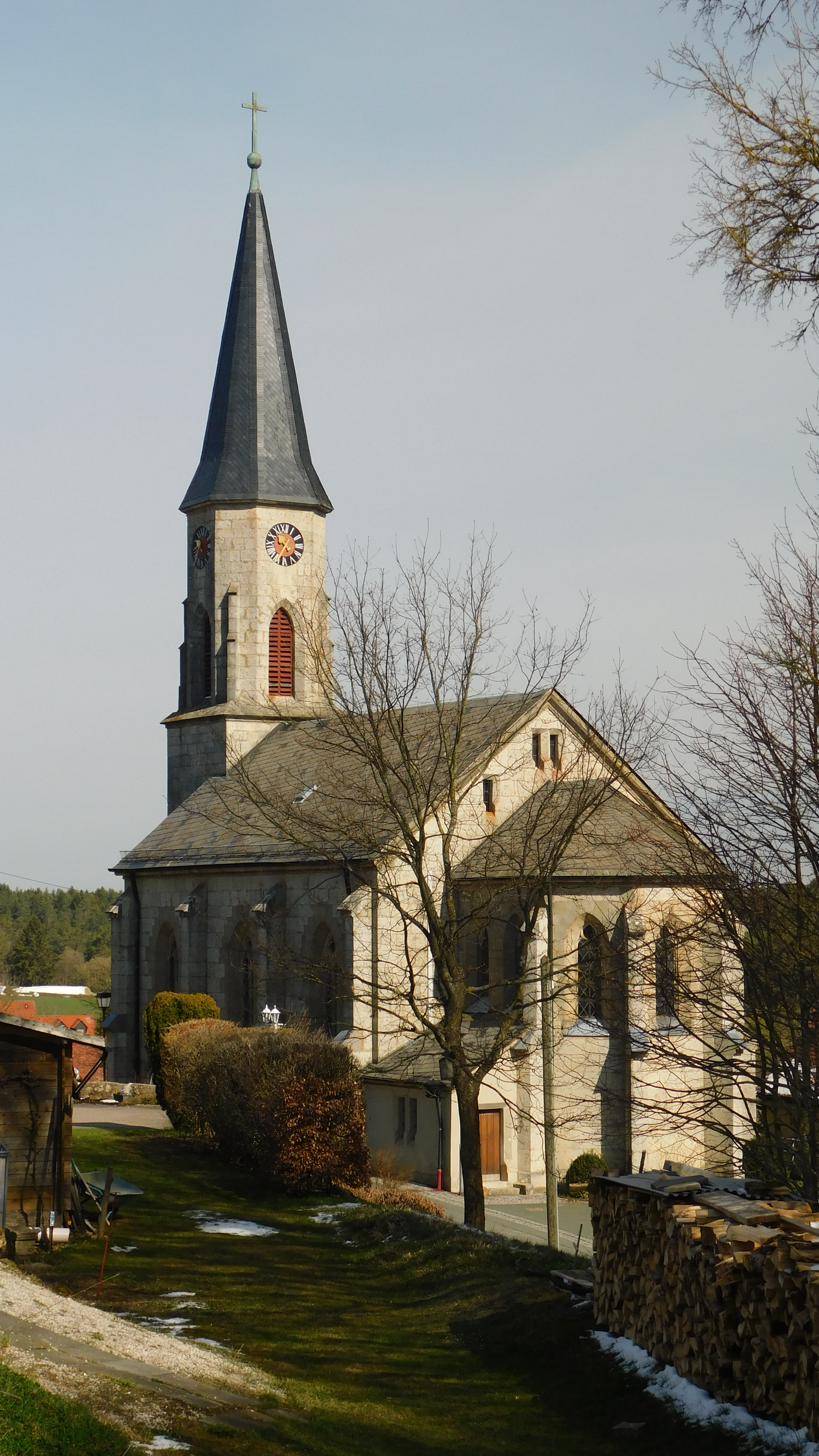
Pfarrkirche
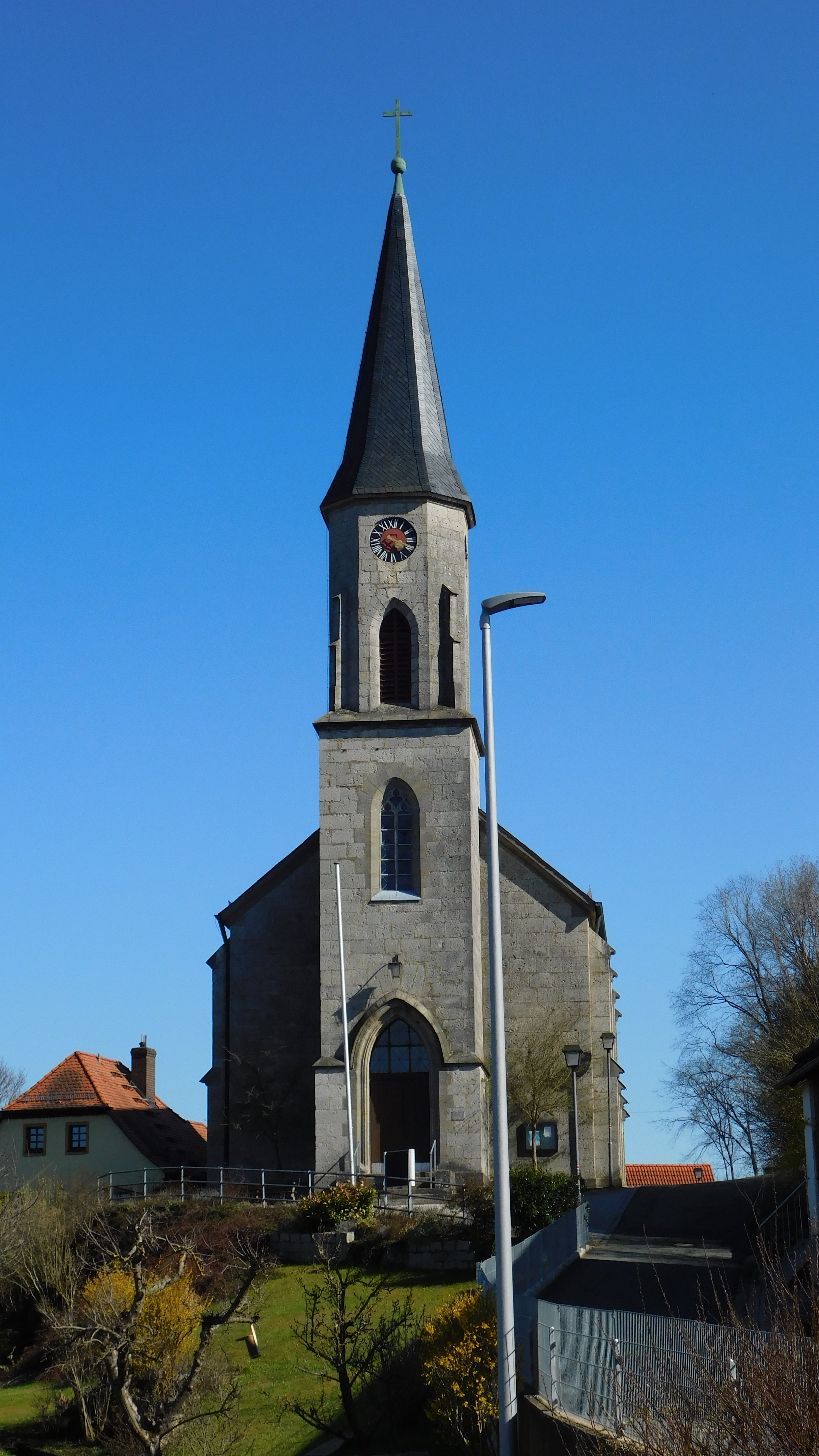
Portalansicht
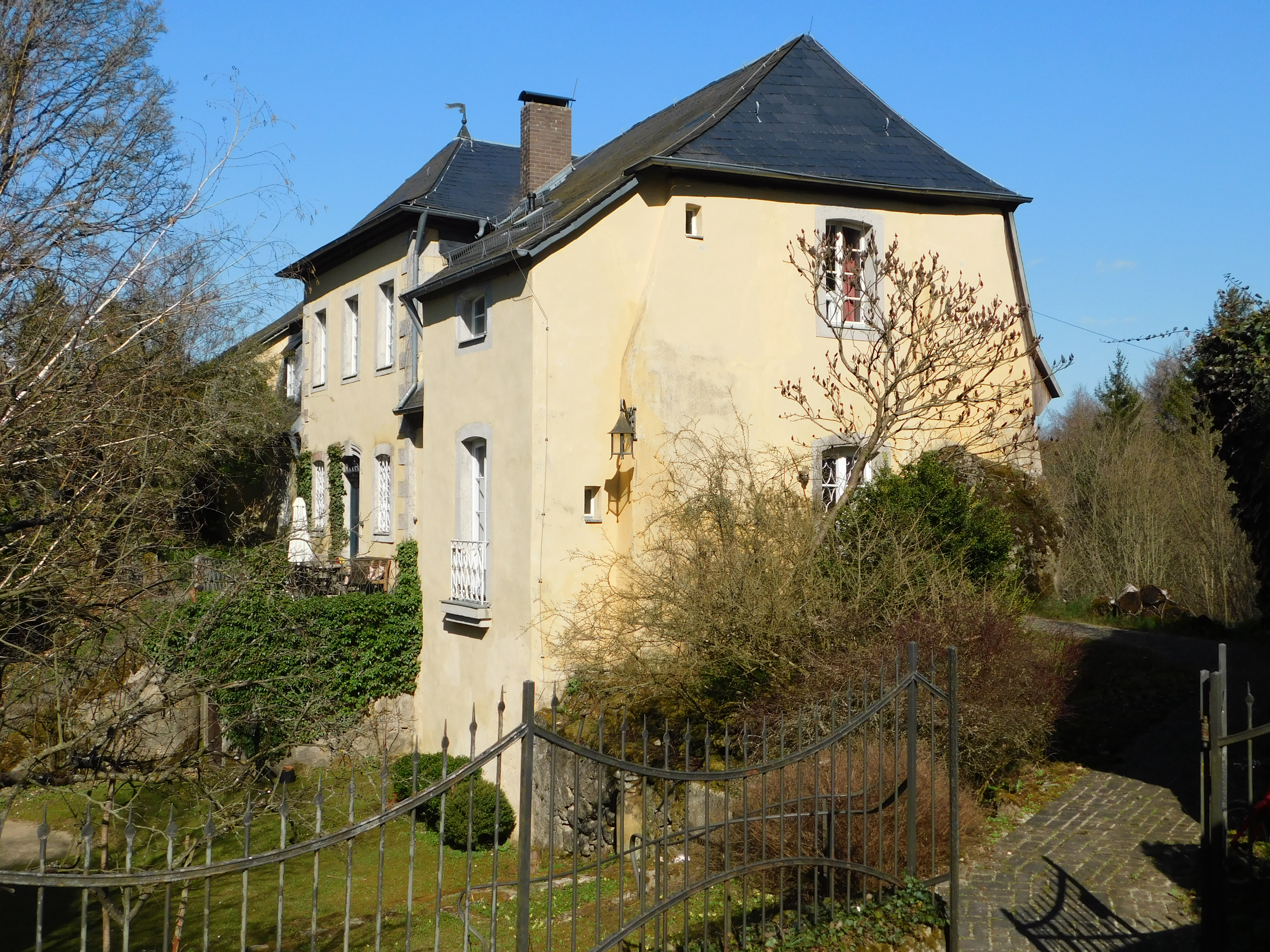
Schloss Wüstenstein